# ピラフ

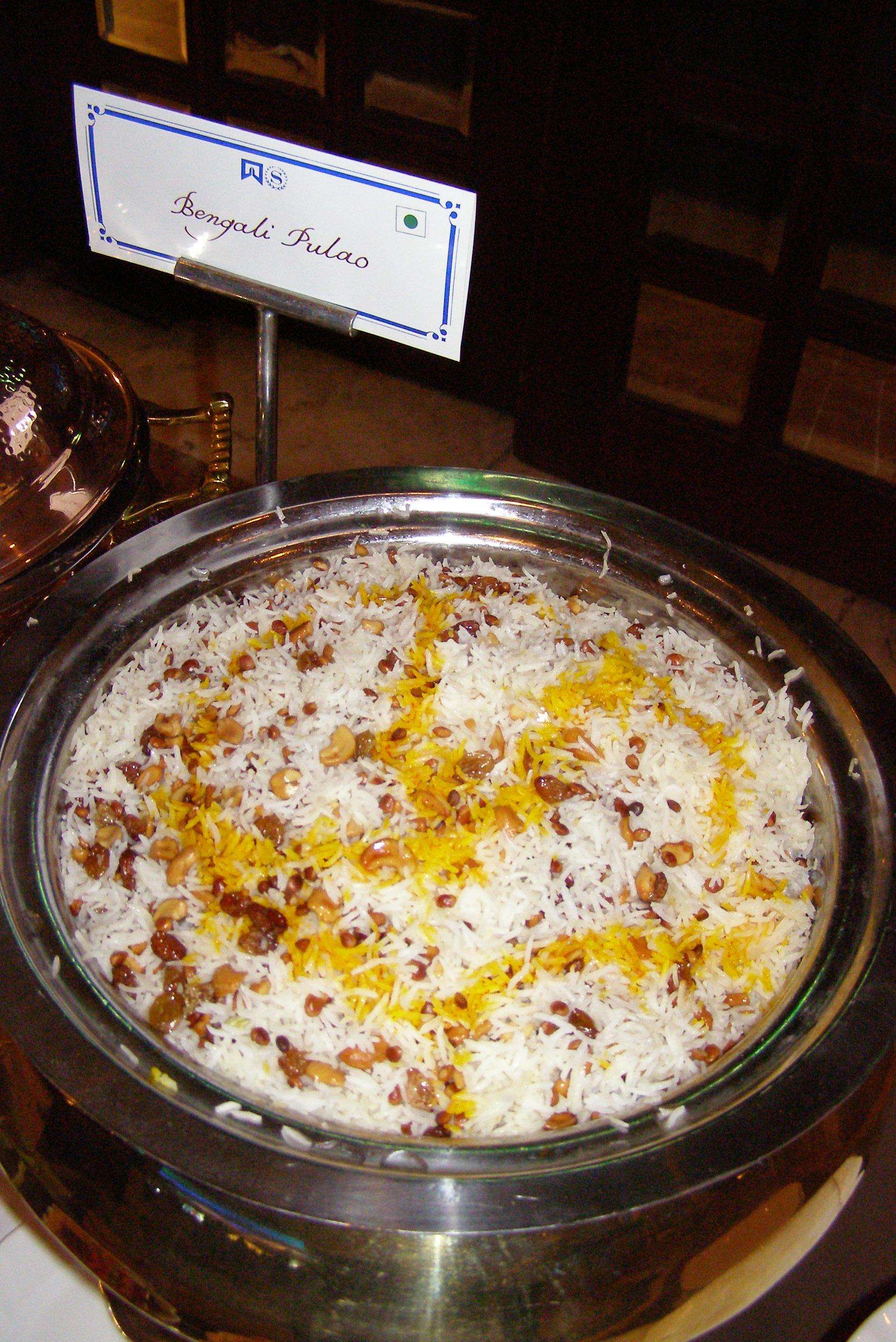
インド料理で有名な、ベンガル・プラーオ

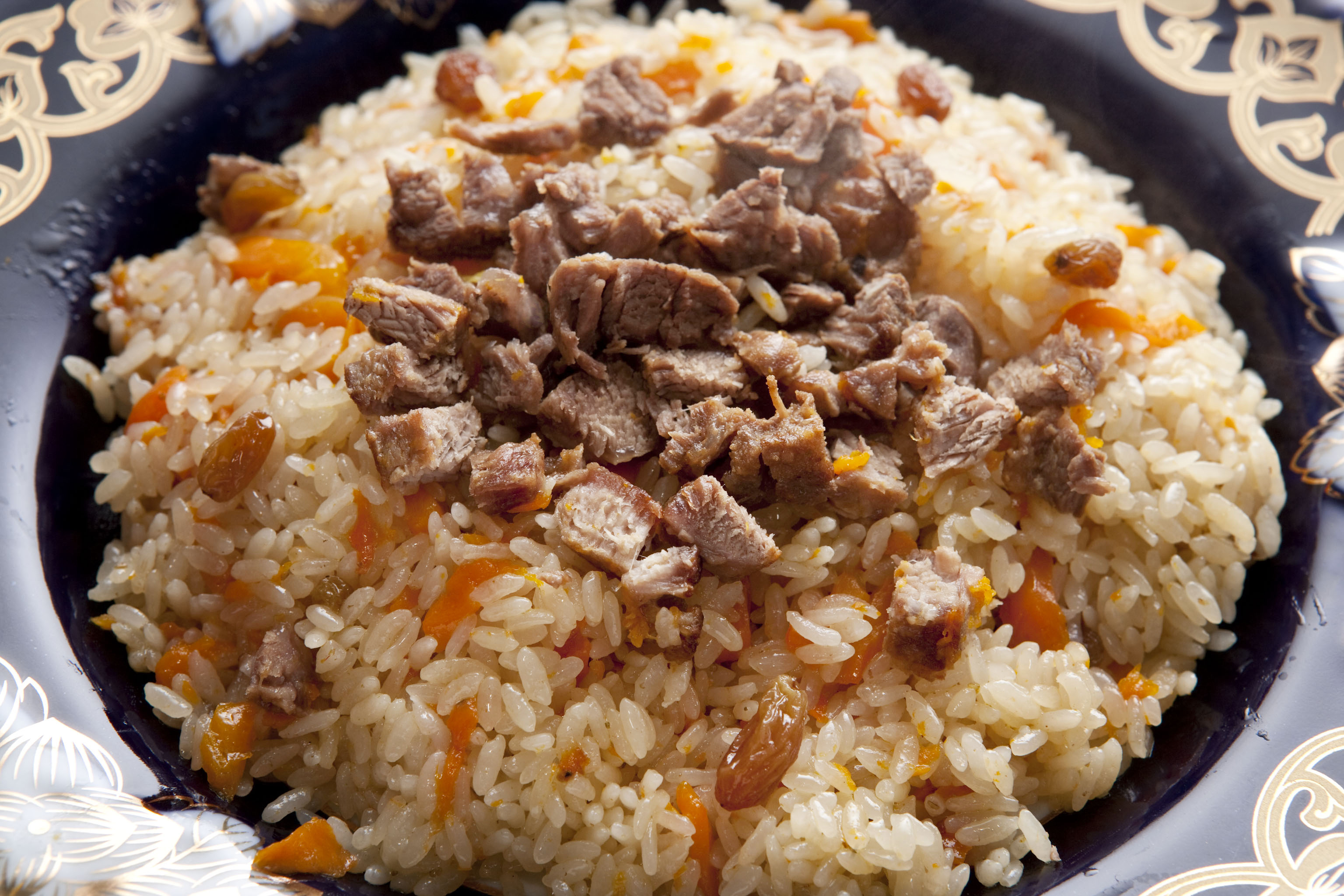
ウイグル料理のポロ

ピラフ（ペルシア語: پلو、フランス語: pilaf）は、炒めた米を様々な具とともに出汁や香辛料を加えて炊いた料理(即ち、炊き込みご飯の類であり、焼き飯の類ではない)。主にイラン料理が有名であるが、インドから中近東を経て、南欧ギリシャにまで幅広く見られる米料理である。

## 概要
ピラフの直接の語源となったピラウはトルコでは一般的な料理であり、主に付合せとして食べられる。米のみのものや、様々な具材を炊込んだものがあり、入れた具材の名前を冠して「○○ピラウ」と称される。トルコではジャポニカ米、インディカ米、蒸した小麦を乾燥させて砕いたブルグールの3つがピラフに使われている。インド・パキスタン料理ではプラオ（プラーオ） पुलाव 、イラン料理ではポロウ پُلَو 、ウズベキスタンではパラフ Palov / Палов、アフガニスタン料理ではピラウ پِلَو、ロシア料理ではプロフ пловと呼ばれる。ギリシャ料理でも一般的な付合わせである。トルコからフランスに入ってフランス料理のピラフとなった。
ピラフはトルコから中央アジアにも伝わり、現地に居住するウイグル人やキルギス人の間で「ポロ」（ウイグル語：polu、ﭘﻮﻟﯘ、キルギス語：поло）の名で親しまれている。主に、羊肉、羊の脂、ニンジン、タマネギを具として用い、干しぶどうをトッピングにする。ヨーグルト（ダヒ）で作られたライタを付け合わせにする場合もある。「ポロ」は中国語では「抓飯」（チュワファン、zhuāfàn、手づかみ飯）と呼ばれる。キルギスに住むドンガン人も「ジュワファン」（ドンガン語：жуафан）と呼んで食用としている。「チャーハン（炒飯、chǎofàn）」と発音が似ているが、両者に関連性はない。
ウズベキスタンでは、紀元前のアレクサンドロス3世によるサマルカンド遠征で饗応に出されたとする伝承もあり（後述）、現代においても結婚式などの饗宴では大鍋で数百人分を調理することや、専門店もある。ウズベキスタンでは、ピラフを指す表現 PALOV OŠ においてPはパヨズ（ネギ）、Aはアヨズ（ニンジン）、Lはラフム（肉）、Oはオリオ（脂）、Vはウェト（塩）、Oはオブ（水）、Sはシャルィ（米）を表すと言われる。    
世界では粘り気の少ない長粒種の米が多く使用され、日本の炊き込みご飯より固めでパラッとした出来上がりになる。日本でも洋食として普及し、喫茶店やレストランの定番メニューであり、冷凍食品としても販売されている。本来は米を炒めて炊く料理で、炊いた白飯を炒める炒飯や焼き飯と異なるが、日本ではインディカ米が一般的ではないことや、日本人の好みに合わせてアレンジされ、炊いた白飯をピラフ風の味付けで炒めた焼き飯が「ピラフ」とされていることが非常に多い。中国においても「ポロ（抓飯）」が炒飯と混同される例が多い。

## 語源
サンスクリットのपुलाक (pulāka) は日本で言うおにぎりのようなもの（a lump of boiled rice）を指したようである。これがヒンディー・ウルドゥーでは पुलाव (pulāv) / پُلاؤ (pulāo) となって「米と肉の料理」を意味し、ペルシャ語 پلاو (pelâv, palâv) を経由して پلاو (pilav) となった。
サンスクリットの पुलाक (pulāka) はタミル語の pur̤ukku 「茹でる、茹でた野菜と果物」に類似しているため、タミル語からの借用語であった可能性が高い。

## 調理方法の例

### 本来の方法に近いフランス料理のピラフの調理法

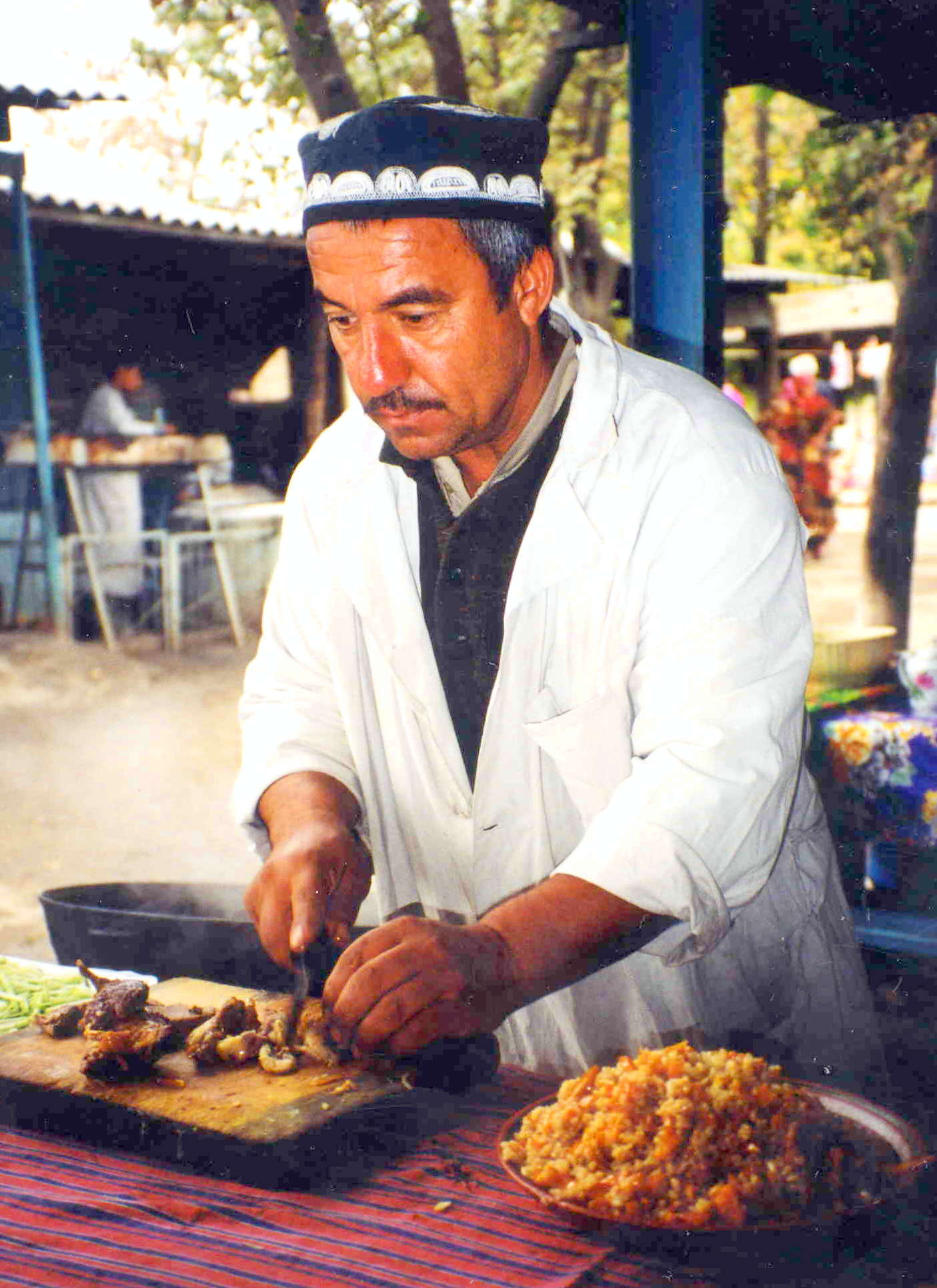
タジキスタンの国民食であるプロフを調理するタジク人男性

1. 具のエビや貝などの魚介類、鶏肉などの肉類、キノコやタマネギなどの野菜類は食べやすい大きさに切り、弱火で軽く火を通すくらいに炒める（生のまま炊き込む方法もある）。
2. 米（インディカ米を使うことが多い）を研ぎ、熱したフライパンにバターを適量溶かし、米の色が透き通るまで炒める。米は生のまま炒めたり、研いだ後に30分ほどザルなどを使って水気を切っておいたりする方法もある。
3. 米と調味した同量のスープを合わせ、具を載せて、通常と同じように炊き上げて完成。

### ウズベキスタンなどの調理法
※地域・家庭によって作り方に細かな差異があるため一例として記す。
1. 多めの油で肉（牛肉・羊肉が多い）とタマネギを揚げ焼きする。
2. ニンジンを入れて火が通るまで蒸し焼きにする（この時点で少量の水を加える、あるいは多めの水でニンジンをある程度煮込むといった調理法もある）。ニンジンに火が通ったら塩、クミンなどのスパイス、ひよこ豆、レーズンなどの具材を加える。
3. 米を投入する（あらかじめ水につけておくことが多い。塩水を使用する場合もある。）。米は混ぜ込んで炒めるのではなく、具材の上に敷き詰めて油とスープを絡ませる方法が多い。（サマルカンドのように具材との間に布を敷いて米と混ざらないように調理する・具材と混ぜて炒めながら火を通す・米投入後に水（湯）を加えてそのまま炊き上げるといった調理法もある。）
4. 水分を調整し、炊き上げて完成。

### 日本で多い調理法
フライパンに油やバターを引いて具を炒め、国産米の冷飯を炒め合わせて、塩コショウやカレー粉などのスパイスで調味する。

## 歴史
| 「アフガニスタンの国民料理」とされるニンジンと干しぶどう入りポロウ |  | パキスタン料理のパンジャービー風プラーオ |
| 「アフガニスタンの国民料理」とされるニンジンと干しぶどう入りポロウ |  | パキスタン料理のパンジャービー風プラーオ |

古代インドのヤージュニャヴァルキヤ法典、マハーバーラタに「pulao」または「pallao」の名で米料理が紹介されている。
ピラフはしばしば、ペルシャ人発祥の最古の米料理であるとされる。アレクサンドロスによるソグディアナの都市マラカンダ（現サマルカルド）占領においてこの料理が供されたことが知られている。アレクサンドロス軍がこの料理をマケドニア王国に持ち帰り、東ヨーロッパに広まった。
発見されているピラフの調理法のうち最古の記録とされるものは、10世紀の学者イブン・スィーナーによるものと考えられ、医療科学に関する著書において数種類のピラフを含む様々な食事について、調理に使われる個々の材料の利点と欠点が記述された。このため、イブン・スィーナーが現在のピラフの父と考えるタジク人もいる。
ピラフは年月を経て、アラブ人、タジク人およびアルメニア人による様々な変化と改良を伴い、中東の定番料理となった。ブハラ・ユダヤ人、ペルシャ・ユダヤ人によりイスラエルに伝えられた。
ビリヤニは、ムガル帝国の時代に伝わったパキスタンとインドの料理であり、ピラフに非常に類似している。ビリヤニはバスマティまたは類似の香り米で作られる。ペルシャ料理およびパキスタン料理のYakhniは、プラーオにスープまたはストックをかけて供される。
ソビエト連邦時代にこの料理が広まり、ロシア、ウクライナ、グルジアといった様々な場所で人気となった。